# Mitsuru Miyamoto
Mitsuru Miyamoto (宮本 充?, Miyamoto Mitsuru; Sakai, 8 settembre 1958) è un attore e doppiatore giapponese.
È il doppiatore giapponese di Ethan Hawke e Adrien Brody. È stato anche la voce di Keanu Reeves e Brad Pitt nei loro primi anni di vita.

## Doppiaggio
- Air Gear (Sora Takeuchi)
- Aka-chan to Boku (Harumi Enoki)
- Baccano! (Maiza Avaro)
- Fancy Lala (Katsunoshin Asaka-sensei)
- Fate/Apocrypha (Caster nero/Avicebron)
- Fruits Basket (Ayame Sohma)
- Full Metal Panic? Fumoffu (Mr. Mizuhoshi)
- Gunslinger Girl (Jean)
- Hirogaru Sky! Pretty Cure (Skearhead)
- Katanagatari (Ginkaku Uneri)
- Kinda'ichi Case Files (Takuya Ogi)
- Kochira Katsushika-ku Kameari Kōen-mae Hashutsujo (Keiichi Nakagawa)
- Piano: The Melody of a Young Girl's Heart (Shirakawa)
- RahXephon (Itsuki Kisaragi)
- Shikabane Hime: Aka (Akasha Shishidou)
- Shikabane Hime: Kuro (Akasha Shishidou)
- Solo Leveling (Sillad)
- Soul Eater (Franken Stein)
- SuperDoll Rika-chan (Louie Akiyama)
- The Big O (Roger Smith)
- Tsubasa Chronicle (Kyle Rondart)
- Wolf's Rain (Hubb Lebowski)

### Film
- Animatrix (Tom)
- One Piece: Trappola mortale (Shuraiya Bascúd)

### Videogiochi
- Angelique Trois (Elda)
- Blood Omen: Legacy of Kain (Kain)
- Death Stranding 2: On the Beach (Tarman)
- Disney: Twisted-Wonderland (Dire Crowley)
- Fate/Grand Order (Caster of Black/Avicebron)
- Final Fantasy XVI (Ultima)
- Gundam Side Story 0079: Rise from the Ashes (Maximilian "Mike" Berger)
- Heavy Rain (Ethan Mars)
- JoJo's Bizarre Adventure: Vento Aureo (Diavolo)
- Kingdom Hearts II (Simba)
- Marvel's Spider-Man (Martin Li/Mister Negativo)
- Marvel's Spider-Man 2 (Martin Li/Mister Negativo)
- Metaphor: ReFantazio (Aestivum Svafrlam Forden)
- Radiata Stories (Lucian Hewitt)
- Resident Evil: Revelations (Parker Luciani)
- Super Robot Wars Z (Roger Smith)
- Super Robot Wars Z2: Destruction Chapter (Roger Smith)
- Super Robot Wars Z2: Rebirth Chapter (Roger Smith)
- Super Robot Wars Z3: Hell Chapter (Roger Smith)
- Super Robot Wars Z3: Heaven Chapter (Roger Smith)
- Tactics Ogre: Reborn (Nybeth Obdilord)
- Tales of Zestiria (Rosh)
- Uncharted: L'eredità perduta (Asav)